# Tom Siwe
Tom Olof Siwe (Jönköping, 2 marzo 1987) è un calciatore svedese, difensore del Ljungskile.

## Carriera
A livello giovanile ha giocato in squadre della città di Jönköping, come Hagapojkarna e Hallby.
Nell'ottobre 2004 ha svolto un provino con gli olandesi del Groningen, senza essere ingaggiato. Nel 2005 infatti ha iniziato la stagione all'Husqvarna (altra squadra del circondario di Jönköping) nel campionato svedese di Division 2, quando ancora questo rappresentava la terza serie nazionale.
In occasione del periodo di prova al Groningen, Siwe era stato notato anche dagli osservatori dell'Heerenveen, altra società dei Paesi Bassi che già negli anni precedenti aveva firmato giocatori svedesi quali Marcus Allbäck, Erik Edman, Petter Hansson e Lasse Nilsson.  Nei tre anni di permanenza in Olanda, Siwe ha sempre fatto parte delle giovanili o della squadra riserve.
Nell'estate del 2008, il terzino destro ha fatto rientro a Jönköping per giocare nella principale squadra cittadina, lo Jönköpings Södra impegnato nel campionato di Superettan. Nel corso delle varie stagioni si è sempre imposto come titolare, ma nel corso della Superettan 2013 ha potuto collezionare solo una presenza (alla prima giornata) per via di alcuni problemi fisici, rientrando l'anno successivo.
Nella Superettan 2015 ha giocato da titolare 28 partite sulle 30 totali che hanno permesso allo Jönköpings Södra di chiudere al primo posto in classifica e di salire in Allsvenskan, campionato in cui la squadra ha poi giocato nella stagione 2016 e in quella 2017 prima di retrocedere. Siwe ha indossato la maglia dello Jönköpings Södra fino al termine del campionato di Superettan 2019, quando ha lasciato il club dopo 11 anni e mezzo di militanza e più di 250 partite di campionato all'attivo.
Il 12 gennaio 2020 è stato annunciato come nuovo ingaggio del Ljungskile, società neopromossa nella Superettan 2020 con cui ha firmato un contratto di due anni.